# Synagoge (Lailaschi)

Fund eines Pentateuch-Textes in der Synagoge von Lailaschi aus dem 10. Jahrhundert

Die Synagoge in Lailaschi, einem Ort in der Region Ratscha-Letschchumi und Niederswanetien in Georgien, wurde in den 1860er-Jahren errichtet.
Lailaschi ist ein Bergdorf gut fünf Kilometer südöstlich von Zageri, in Richtung Ambrolauri, das nur noch gut 250 Einwohner (2014) mit stark sinkender Tendenz hat. Die Synagoge wird nicht mehr genutzt und verfällt.